# 連鎖型土地区画整理事業
連鎖型土地区画整理事業（れんさがたとちくかくせいりじぎょう）とは、都道府県庁所在地などの大都市圏において、「段階的な整備に関する計画」に従い、小規模な土地区画整理事業を順次実施して、連鎖的な地区整備を図り、全体として既成市街地の再開発促進に寄与することを目的とした土地区画整理事業。

## 事例
- 小台一丁目地区（東京都足立区）
- 豊島五・六丁目（東京都北区）
- 大手町地区（東京都千代田区、大手町プレイスなど）
- 篠崎駅西部地区（東京都江戸川区）
- 平井七丁目北部（東京都江戸川区）